# Гулый-Гуленко, Андрей Алексеевич
Андре́й Алексе́евич Гуле́нко (Гу́лый) (укр. Андрíй Олексíйович Гуле́нко (Гу́лий); октябрь 1886, Новоархангельск, Херсонская губерния — 10 мая 1929, Москва) — офицер военного времени Русской императорской армии, в годы Гражданской войны — военный деятель Украинской народной республики (УНР), генерал-хорунжий армии УНР.

## Биография
Родился в селе Новоархангельск.
Окончил Ришельевскую гимназию в Одессе (1907), затем Ново-Александрийский сельскохозяйственный институт в Новой Александрии, Польша, (1911). Во время учёбы в институте участвовал в деятельности национальной организации «Украинская громада».

### Служба в Русской императорской армии
В 1913 году, по воинской повинности, вступил в Одессе добровольно в военную службу — в 11-й сапёрный Императора Николая I батальон рядовым на правах вольноопределяющегося 1-го разряда. В следующем году был удостоен звания младшего унтер-офицера.
Участник Первой мировой войны в составе своего 11-го саперного батальона (в декабре 1916 года переформированного на 11-й инженерный полк), действовавшего на Юго-Западном фронте в составе войск 8-го армейского корпуса 8-й армии.
В апреле 1915 года за отличия в делах против неприятеля Главнокомандующим армиями Юго-Западного фронта Андрей Гуленко (Гулый) был произведен в прапорщики инженерных войск (в Высочайших Приказах по Военному ведомству о чинах военных значился как «Гуленко (он же Гулый)»).
В 1915 году временно состоял в составе 17-го саперного батальона. За годы войны был награждён солдатским Георгиевским крестом 4-й степени и тремя орденами, в том числе высшей военной наградой Российской империи для обер-офицеров — орденом Святого Георгия 4-й степени за подвиг в бою 23 мая 1916 года у села Певжа во время Луцкого прорыва. В этот же день у села Уездцы был тяжело ранен.
В ноябре 1916 года был произведен в подпоручики, с зачислением по инженерным войскам, затем в сентябре 1917 года — в поручики Последний чин в «старой» русской армии — штабс-капитан.
В 1917 году из-за ранения был признан негодным к службе на фронте и направлен в тыловые части Румынского фронта в Бессарабии, занимавшиеся лесными заготовками и гидротехническими работами (с оставлением в списках 11-го инженерного полка).

### Украинский военный деятель
После Февральской революции был членом дивизионного комитета, а затем делегирован в состав РУМЧЕРОДа (Центрального исполнительного комитета депутатов советов Румынского фронта, Черноморского флота, Одесского военного округа). Являлся одним из организаторов украинского движения на Румынском фронте. В мае 1917 года — делегат Первого Всеукраинского военного съезда.
С ноября 1917 — начальник хозяйственного отдела управления технических войск украинского Генерального штаба. В январе 1918 года участвовал в уличных боях в Киеве против большевистских войск. В апреле 1918 был назначен командиром инженерного полка 3-го Херсонского корпуса армии УНР в Одессе, сформированного на базе 11-го инженерного полка РИА.
Вскоре после прихода к власти гетмана Павла Скоропадского был уволен от службы в армии как офицер военного времени, не закончивший военного училища. Уехал в Екатеринослав, затем в Ростов-на-Дону и Новороссийск, бывший центром украинского движения на Северном Кавказе. Работал в украинской организации в станице Крымская, где был арестован белыми и пробыл в тюрьме до ноября 1918 года. Освобождён за недостатком улик и вернулся в Екатеринослав.
В ноябре 1918 принял активное участие в антигетманском восстании в Екатеринославе. С декабря 1918 — начальник «Екатеринославского коша» — добровольческого иррегулярного вооружённого формирования, действовавшего на стороне Директории УНР. В январе 1919 года его организационная деятельность привела к созданию фронта Херсон—Александровск (Запорожье) против частей Белой армии и фронта Александровск—Новомосковск против отрядов анархиста Нестора Махно. 2 января его отряд, вместе с другими подразделениями УНР, выбил войска Махно из Екатеринослава. В феврале-марте 1919 войска под его командованием, под нажимом подразделений перешедшего на сторону большевиков атамана Никифора Григорьева, отступили на запад, причем сам Гуленко (Гулый) заболел и был эвакуирован в Каменец-Подольский. Там был арестован контрразведкой УНР по обвинению в том, что самовольно покинул фронт. Через несколько дней освобождён, но когда Семён Петлюра предложил ему возглавить Запорожский корпус, будучи оскорблённым арестом, — отказался.
Жил в Каменец-Подольском как частное лицо, но вскоре вернулся к военной деятельности. Вошёл в состав Центрального повстанческого комитета. С 12 июня 1919 — штаб-офицер для поручений при военном министре УНР, а затем вновь сформировал отряд, воевавший против «белой» Добровольческой армии. После ожесточённых боёв и рейда по тылам «белых» в его отряде в строю из 300 человек осталось около половины. Однако когда Гуленко (Гулый) прибыл на Херсонщину, ему удалось собрать значительно большие силы из местных крестьян (некоторое время под его началом в общей сложности находилось до 20 тысяч человек, действовавших в составе многочисленных отрядов). До конца 1919 года войска Гуленко (Гулого) действовали на территории Черкассы—Елисаветград—Екатеринослав. В декабре 1919 они разгромили «белые» войска под Знаменкой и Фундуклеевкой и штурмовали Елисаветград, заставив «белых» покинуть город.
В январе 1920 года вновь вёл бои против «красных», занявших большую часть территории Украины. 12 февраля 1920 года вошел со своим отрядом (к тому времени в нём состояло всего 400 пехотинцев и 150 кавалеристов) в действующую армию УНР, совершавшую свой Первый Зимний поход. Возглавил сводную Запорожскую дивизию (затем — 1-ю Запорожскую дивизию), которой командовал до 10 ноября 1920. Во время похода, 1 апреля 1920, лично повёл полк «Чёрных запорожцев», входивший в состав дивизии, в атаку на бронепоезд «красных». 17 апреля дивизия отличилась при штурме Вознесенска, успех которого сыграл значительную роль в том, что Действующей армии УНР удалось прорваться на территорию, контролируемую поляками: в Вознесенске были захвачены склады Красной армии с боеприпасами, артиллерией и пулемётами.
Командующий действующей армией УНР генерал Михаил Омельянович-Павленко в своих воспоминаниях дал положительную оценку деятельности Гуленко (Гулого), считая, что он в своей деятельности руководствовался верой в национальное дело, бескорыстным служением нации и стремлением вывести революцию на путь государственного строительства.
Затем Гуленко (Гулый) во главе своей дивизии участвовал в Советско-польской войне, в которой войска УНР действовали на стороне Польши. После завершения боевых действий сдал командование дивизией и, отказавшись от интернированния в польских лагерях, куда были помещены военнослужащие армии УНР, 10-11 ноября 1920 года во главе 365 повстанцев при 50 пулемётах прорвался через большевистский фронт и направился в партизанский рейд в направлении Умани. В начале декабря 1920 объединился с формированиями атаманов Семёна Грызла, Цвитковского и Петра Дерещука и вёл боевые действия в районе Умани, Тального, родного Новоархангельска. Накануне Нового года был тяжело ранен в бою у Христиановки. Был вынужден передать командование отрядом сотнику Нестеренко. В середине января 1921 года с помощью казака Александра Новохацкого перебрался на подводе по замерзшему Днестру в Румынию, где был интернирован.
В апреле 1921 года посетил Варшаву, где встретился с генералами армии УНР, готовившими восстание на Украине. В 1921 году занимался организацией на южном Правобережье Украины подпольных центров, которые должны были стать опорой антибольшевистского восстания. В октябре-ноябре 1921 во время Второго Зимнего похода армии УНР возглавлял так называемую Бессарабскую (южную) группу войск. В ночь на 17 октября со своим штабом из 17-ти человек тайно перешёл пограничный Днестр, направившись в сторону Новомиргорода; по пути отряд пополнился людьми. Однако операция закончилась неудачей, когда выяснилось, что главные силы повстанцев были разгромлены. В конце декабря 1921 года группа вернулась в Румынию.
В 1922 году Гуленко (Гулый) состоял при миссии УНР в Румынии. За боевые заслуги и участие в Первом Зимнем походе был награждён Знаком отличия УНР «Железный крест „За Зимний поход и бои“».

### Арест, суд, тюрьма
В начале июня 1922 нелегально перешёл советскую границу и направился в Одессу. Существует информация, что кроме Одессы, он побывал в Киеве, Елисаветграде, в других городах и железнодорожных узлах. 17 июля (по другим данным, 19 июля) 1922 года был арестован чекистами. Три года находился под следствием, первоначально (по состоянию на 16 марта 1923) виновным себя не признавал.
28 февраля 1925 года ему было официально сформулировано обвинение. На суде признал себя виновным, заявив при этом, что, борясь против советской власти, думал принести пользу украинскому народу, и что «НЭП выбил базу из-под УНР». 27 мая того же года Харьковский губернский суд, «учитывая поражение всех врагов советской власти и незыблемость её на Украине», осудил Гуленко (Гулого) не к расстрелу, а к 10 годам лишения свободы «со строгой изоляцией и конфискацией всего имущества». Содержался в одиночной камере, дважды просил отменить строгую изоляцию, но оба раза получал отказ (последний раз — 29 января 1926).
Дальнейшая судьба Гуленко (Гулого) долгое время оставалась неизвестной. По данным украинского военного историка Ярослава Тинченко, в 1927 году он якобы был амнистирован, после чего выехал в Донбасс для работы агрономом. Украинский историк Роман Коваль приводит письмо начальника контрразведки армии УНР Николая Чеботарёва от 20 июля 1927, в котором говорится, что Гуленко (Гулый) бежал от большевиков и находится у него (в Польше). В частном письме к Роману Ковалю сын одного из соратников Гуленко (Гулого), Юрий Лютенко (Лютый), видимо, со слов отца, утверждал, что Гуленко (Гулый) был разоблачён Чеботарёвым как советский агент и убит другим офицером армии УНР, полковником Иваном Литвиненко.
В действительности Гуленко (Гулый) был приговорён по ст. 58-6 УК РСФСР 30 апреля 1929 года коллегией ОГПУ к расстрелу и 10 мая расстрелян в Москве, захоронен на Ваганьковском кладбище.

## Награды
- Георгиевский крест IV степени № 119996 (1915)[11], — «За храбрость и мужество, проявленные в январских боях 1915 года с австрийцами»
- Орден Святой Анны IV степени с надписью «За храбрость» (утв. ВП от 04.09.1916), — «За отличия в делах против неприятеля».
- Орден Святого Георгия IV степени (утверждено 27.02.1917; Дополнение к ПАФ от 04.03.1917), —

 «…за то, что, будучи в чине прапорщика, в бою 23 мая 1916 года у д. Пелжи, состоя начальником саперной команды, приданной к штурмовой колонне, под губительным артиллерийским и пулемётным огнём противника, бросился вместе с атакующими к неприятельским проволочным заграждениям, проделал проходы для штурмующих войск и, действуя лично ножницами и гранатами, облегчил в значительной мере атакующим и резервам продвижение вперёд. В дальнейшем подпоручик Гуленко бросился в первую линию, где шёл рукопашный бой, и здесь лично снаряжал и метал гранаты, выбивая противника из укреплённых мест, чем способствовал быстрому очищению окопов от противника и влиял на нижних чинов, которые, видя его самоотверженную работу, также презирали опасность и работали по очищению окопов. Во время этой работы был тяжело ранен в голову».
- Орден Святого Станислава III степени с мечами и бантом (утв. ПАФ от 11.03.1917), — «За отличия в делах против неприятеля».
- Знак отличия УНР «Железный крест „За Зимний поход и бои“» (1921)

## Семья
Сын генерала Гуленко (Гулого), Владимир, остался на Украине (отец из-за ранения не успел его забрать с собой за границу в конце 1920 и из-за ареста — в 1922). После усыновления получил фамилию Барладяну-Бирладник. В 1944 году был арестован, приговорён к 10 годам заключения, работал в лагере врачом, умер в 1946 году. Внук — Василий Барладяну-Бирладник (1942—2010), преподаватель Одесского университета, участник диссидентского движения, в 1977—1983 годах находился в заключении, умер в Одессе.